# Elaptus simulator
Elaptus simulator är en skalbaggsart som beskrevs av Francis Polkinghorne Pascoe 1867. Elaptus simulator ingår i släktet Elaptus och familjen långhorningar. Inga underarter finns listade i Catalogue of Life.